# Nokia

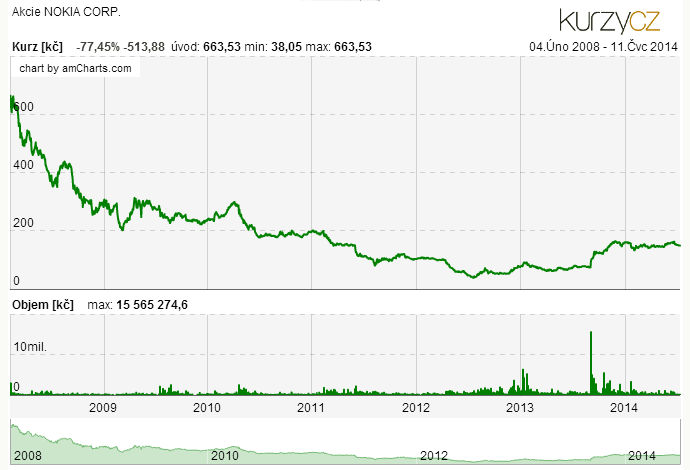
Akcie NOKIA CORP., graf ceny na Burze Praha

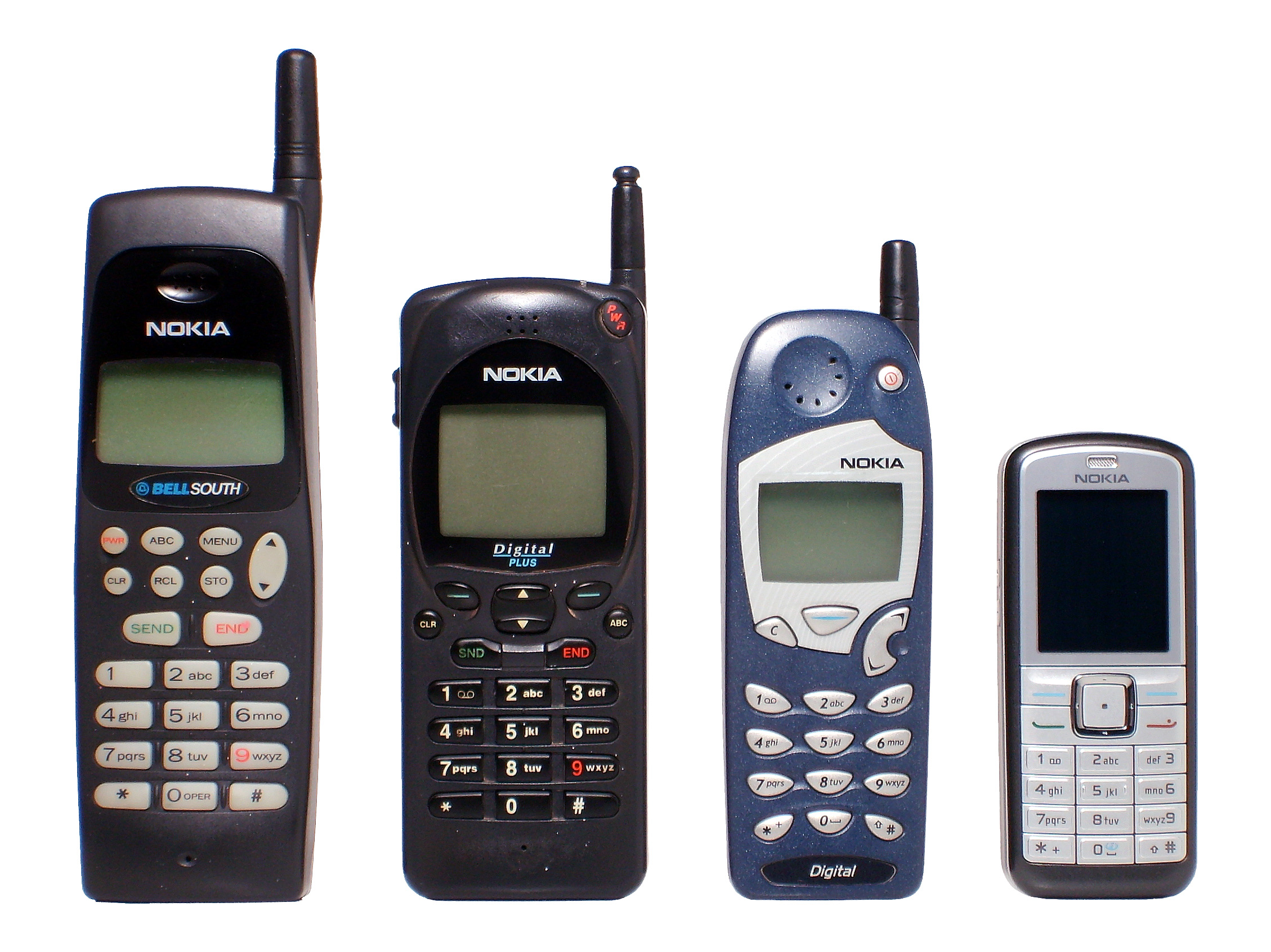
Evoluce velikosti mobilních telefonů Nokia; zleva Nokia 683, Nokia 2160, Nokia 5160 a Nokia 6070

Nokia je nadnárodní společnost se sídlem ve finském Espoo. Dceřiná společnosti Nokia Solutions and Networks je největším světovým producentem infrastruktury pro telekomunikační sítě. V roce 2016 zaměstnávala přes 100 000 zaměstnanců.
Společnost hrála do roku 2014 velkou roli ve finské ekonomice, přičemž byla zdaleka největší finskou společností. Podíl Nokie na finském HDP dosahoval až 4 % (v roce 2015 klesl pod 1 %) a společnost zajišťovala skoro čtvrtinu finského exportu. Od roku 2006 byl její obrat vyšší než celý státní rozpočet Finska.
Akcie společnosti jsou kótovány na burzách v Helsinkách, New Yorku a Frankfurtu. Asi 46 % akcií drží investoři z USA. Společnost není přímo ani nepřímo kontrolována jinou společností či státem. Od roku 2015 je největším akcionářem americká investiční společnost BlackRock, která vlastní 7,19 % akcií.
Nokia byla v letech 1998–2011 největším světovým výrobcem mobilních telefonů. Nedokázala však zareagovat na nástup nových chytrých telefonů a svou pozici vedoucího světového výrobce mobilních telefonů postupně zcela ztratila. V roce 2014 byla divize výroby mobilních telefonů (včetně značky) prodána společnosti Microsoft Mobile, dceřiné společnosti Microsoftu. Divizi v roce 2016 odkoupila finská společnost HMD Global.

## Historie
Společnost byla založena roku 1865 Fredrikem Idestamem ve městě Nokia nedaleko Tampere jako papírna. Později začala vyrábět i gumárenské výrobky. Po druhé světové válce rozšířila svou výrobu o telefonní a telegrafní kabely. V 70. letech minulého století pronikla na trhy telekomunikační elektroniky. Své gumárenské divize se zbavila až na konci 20. století.
Název značky vznikl podle města Nokia v jihozápadním Finsku. Na jejím břehu postavil roku 1865 zakladatel Fredrik Idestam mlýn na dřevní buničinu a začal vyrábět papír.

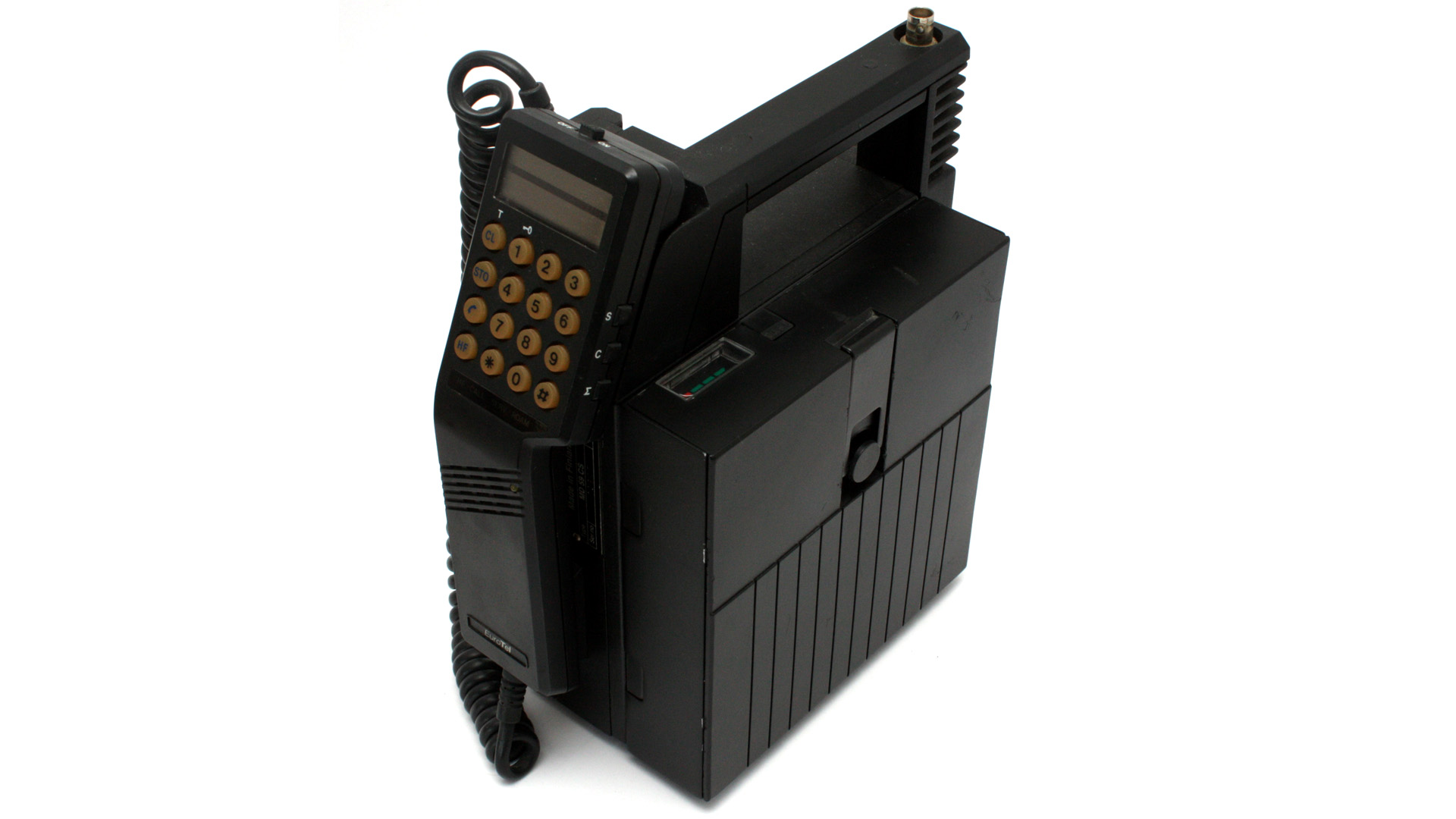
Nokia Talkman (první mobilní telefon prodávaný v ČR)

Od února 2011 měla Nokia strategické partnerství s Microsoftem, v důsledku kterého dostaly všechny její smartphony systém Windows Phone. V návaznosti na to Nokia ukončila vývoj svého vlastního operačního systému Symbian.
Nicméně toto partnerství s Microsoftem firmě příliš nepomohlo, a proto byla Nokia ke konci roku 2012 nucena prodat své hlavní sídlo v Espoo za 170 milionů eur.
V roce 2012 Nokia měla největší ztráty v její historii a v důsledku nespokojenosti některých jejích zaměstnanců byla v březnu 2012 zaměstnanci Nokie založena nová společnost Jolla.
Koncem roku 2012 Nokia prodala 500 patentů za částku 22 miliónů dolarů americké společnosti Vringo. Jestli této společnosti vynesou patenty vyšší částku než za jakou je odkoupila Nokia má nárok na 1/3 ze zisku. I po prodání 500 patentů si Nokia drží prvenství v počtu patentů.
Mobilní divize Nokie byla v září roku 2013 odkoupena společností Microsoft za 7 miliard dolarů. Microsoft spolu s mobilní divizí a firemními službami získal i licence na mobilní patenty Nokie, vlastnictví ale nezískal. Nokii tak zůstala pouze divize zabývající se sítěmi a mapy Nokia HERE. Mapovou divizi společnost prodala v roce 2015.

### Nokia Networks
Nokia Networks je nejvýznamnější dceřinou společností Nokie. Tato část Nokie se věnuje telekomunikačním sítím, které dodává do celého světa. Vznikla v roce 2007 jako Nokia Siemens and Networks jako joint venture se společností Siemens AG. V roce 2013 Nokia odkoupila podíl společnosti Siemens a společnost přejmenovala na Nokia Solutions and Networks a v roce 2014 na současný název.
V České republice v roce 2014 dodávala, společně se společností Huawei, nejrychlejší telekomunikační sítě společnosti O2. V Praze a Brně telekomunikační sítě dodává Huawei, ve zbytku České republiky potom Nokia. V této části zůstaly mapové podklady HERE, které jsou bezplatně k dispozici na platformě Windows Phone, brzy i exklusivně na smartphonech Galaxy od Samsungu. A jako poslední zůstal této části vývoj aplikací pro platformu Windows Phone, jako například Nokia Cinemagraph, Refocus aj. i když se vývojářem aplikací v sekci Nokia Collection ve Windows Phone Store, stal Microsoft Mobile.

### Microsoft Mobile
Divize společnosti Nokia odkoupená společností Microsoft Corporation za 7,2 miliardy dolarů. Nokia byla přesněji odkoupena dceřinou společností Microsoftu – Microsoft Mobile Oy, který tímto přebírá odpovědnost za osobní údaje této divize. Microsoft tímto nákupem získal všechny patenty společnosti Nokia, které ovšem zůstávají ve vlastnictví Nokia Solutions & Networks. Tímto nákupem Microsoft dále získal mobilní divizi společnosti Nokia – její produktové řady Lumia, Asha, X a klasické mobilní telefony. Společnost Microsoft napřed zrušila všechny ostatní odkoupené produktové řady, kromě řady Lumia (s tím, že se zaměří jen na Windows Phone) a název Nokia měl z telefonů úplně zmizet. Nicméně Microsoft sám jednal o delším pronájmu názvu Nokia a přemýšlel nad vlastním názvem – NOKIA by Microsoft. Pár měsíců po koupi mobilní divize společnosti Nokia, Microsoft oznámil zrušení řady X s Androidem, řady Asha . Vývoj klasických mobilních telefonů měl být též ukončen, ale i po oznámení ukončení vývoje klasických mobilních telefonů Microsoft přece jenom bere své kroky zpět a klasické mobilní telefony nepřestává vyrábět. V roce 2016 Microsoft prodal licenci na název Nokia společnosti HMD Global, která představila telefon Nokia 3310 a smartphony Nokia 3, 5, 6 a 7.

## Generální ředitelé
- Björn Westerlund: 1967–1977
- Kari Kairamo: 1977–1988
- Simo Vuorilehto: 1988–1992
- Jorma Ollila: 1992–2006
- Olli-Pekka Kallasvuo: 2006–2010
- Stephen Elop: 2010–2014
- Rajeev Suri: 2014–2020
- Pekka Lundmark: 2020–dosud

## Řady mobilních telefonů
Telefony Nokia vydané před prosincem 2016, o jejichž výrobu se starala buď samotná Nokia, nebo později Microsoft, byly označovány buď čtyřčíselným kódem, nebo kombinací písmene a čísla, řada Lumia měla číselný kód v některých případech i tříčíselný. Základní telefony v produkci HMD Global, tedy telefony produkované od prosince 2016, jsou označovány tříčíselným kódem, chytré telefony s Androidem zatím nemají stanovený vzorec, podle kterého budou vytvářeny názvy.

### Nokia a Microsoft

#### Staré značení
- Basic (1xxx) – základní funkce, často monochromatický displej
- Basic expression (2xxx) – základní telefony, někdy designové
- Expression (3xxx) – stylové telefony, funkčně bývají vybaveny málokdy
- Active (5xxx) – odolnější telefony, voděodolné , někdy se speciálními funkcemi
- Classic businnes (6xxx) – manažerské telefony s mnoha funkcemi
- Fashion (7xxx) – telefony zvláštní s módním vzhledem
- Premium (8xxx) – luxusní telefony, někdy vyráběné v limitovaných edicích
- Bussines (9xxx) – komunikátory plně nabité funkcemi, často s alfanumerickou klávesnicí

#### Nové značení
- C-Series (Cxx) – třída „C“ vznikla jako jakýsi kompromis mezi sériemi „E“ a „N“
- E-Series (Exx) – manažerské telefony, smartphony, někdy i s alfanumerickou klávesnicí, vybavené komunikačními bezdrátovými technologiemi
- N-Series (Nxx) – multimediální telefony s dobrými fotoaparáty a multimediálními funkcemi
- X-Series (Xxx) – hudební telefony XpresMusic zaměřené hlavně na hudbu.

#### Lumia
Lumia je série telefonů od Nokie, která vlastní celou řadu nových a nezbytných vlastností. Tato řada vlastní nový OS Windows Phone 7.5/8/8.1. Od roku 2013 byla řada Lumia doplněna o nový tablet Lumia 2520, díky kterému se společnost může řadit i do prodeje moderních tabletů s OS Windows RT/8. Dále se řada rozšířila o telefony Lumia 1320 a 1520. 15. září 2014 Microsoft oznamuje odkoupení Mobilní akciové společnosti Nokia za rozšířením svého postavení v rozvoji a průmyslu, své modely nejmenuje Nokia ale změnil název na Microsoft

#### Netbook
Od poloviny roku 2010 Nokia začala prodávat mimo Českou republiku nový Netbook s Windows 7 Starter s názvem Nokia Booklet 3G.

### HMD Global

#### Základní telefony
- 1xx – Telefony obsahující pouze to nejnutnější, bez předního fotoaparátu, s malou pamětí a často i bez větší podpory bezdrátových sítí

- 2xx – Pokročilejší telefony s přední kamerou, bleskem, větším displejem, lepší podporou bezdrátových sítí a větším výkonem (např. model 230 zvládá i přehrávání H.264 videa), mezi tyto telefony se výbavou zařazuje i nová Nokia 3310

#### Chytré telefony

##### Staré značení
Pro chytré telefony od HMD Global platilo, že čím vyšší číslo modelu, tím vyšší je výbava. Číslice za tečkou udávala modelový rok.
- Nokia 1
- Nokia 1 Plus
- Nokia 2
- Nokia 2.1
- Nokia 2.2
- Nokia 3
- Nokia 3.1
- Nokia 3.1 Plus
- Nokia 3.2
- Nokia 4.2
- Nokia 5
- Nokia 5.1
- Nokia 5.1 Plus / Nokia X5
- Nokia 6
- Nokia 6.1
- Nokia 6.1 Plus / Nokia X6
- Nokia 6.2
- Nokia 7
- Nokia 7 Plus
- Nokia 7.1
- Nokia 7.2
- Nokia 8
- Nokia 8 Sirocco
- Nokia 8.1
- Nokia 9 PureView

##### Nové značení
Od roku 2021 začalo HMD Global s novým značením telefonů Nokia, které rozdělilo do tří řad.
- řada C – základní telefony se dvěma roky bezpečnostních záplat operačního systému Android (např. Nokia C10)
- řada G – telefony nižší a střední třídy, tři roky bezpečnostních záplat a dva roky aktualizace na nejnovější verzi operačního systému (např. Nokia G20)
- řada X – nejvyšší řada telefonů, tři roky aktualizace na nejnovější verzi operačního systému a bezpečnostních záplat (např. Nokia X20)

#### Nokia Originals
- Nokia 3310 / 3310 Dual SIM (2017)
- Nokia 8110 (2018) 4G
- Nokia 2720 Flip
- Nokia 5310
- Nokia 8000 4G

#### Feature phones
- Nokia 105 (2019)
- Nokia 105 (2017)
- Nokia 130 Dual SIM (2017)
- Nokia 150
- Nokia 210
- Nokia 220 4G
- Nokia 216 Dual SIM

## Vývojářské platformy
- Series 20 – Telefony s monochromatickým displejem o rozlišení 84×48 px, často s málo funkcemi.
- Series 30 – Telefony s monochromatickým nebo barevným displejem o rozlišení 96×65 px. Měly již více funkcí, patřil k nim např. telefon Nokia 7110 nebo Nokia 100.
- Series 40 – Telefony s barevným displejem o rozlišení 208×208, 128×160 px, 128×128 px, 96×65 px a poslední modely i 320×240 px. Telefony jsou bez operačního systému, je ovšem možné používat aplikace v jazyce Java. Jsou v ní např. Nokia 6230, Nokia 6230i, Nokia 6100, Nokia 8910i a Nokia 7250i.
- Series 60 – Telefony s barevným displejem o rozlišení 176×208 px až 320×240 px (QVGA), mají operační systém Symbian OS 1., 2. nebo 3. edice S60. Jsou to například telefony Nokia N70, Nokia E61, Nokia N85, Nokia 7650 a Nokia 6600.
- Series 80 – Telefony s barevným displejem o rozlišení 640×200 px a alfanumerickou klávesnicí. Obsahují operační systém Symbian. Jsou to telefony Nokia 9300i, Nokia 9500 a Nokia 9210i.
- Series 90 – Telefony s barevným dotykovým displejem o rozlišení 640×320 px. Obsahují operační systém Symbian. Je mezi nimi telefon Nokia 7710.